# Korund
Korund er aluminiumoxid (Al2O3) på krystalform og er det næsthårdeste naturligt forekommende mineral (9 på Mohs' hårdhedsskala). Ordet korund er afledt af Hindi kurand. Diamant er det hårdeste mineral (hårdhed 10).
Korund anvendes primært som slibemiddel og smykkesten. Kun gennemsigtigt korund anvendes til ædelsten; f.eks. rubin (forurenet med lidt krom) – og andre korundfarver kaldes safir.